# Mr.Children
Mr.Children（簡稱 [Misuchiru] ）是日本當代最著名的搖滾樂團之一，成員有四人，包括主唱樱井和寿、吉他手田原健一 、貝斯手中川敬輔，和鼓手鈴木英哉。所屬經紀事務所是烏龍舍（2014年4月以前），所屬唱片公司是TOY'S FACTORY。
在高中時期，櫻井和壽與中川敬輔已經在輕音樂社結識並且計畫組團，櫻井和壽又遊說原為棒球社社員的田原健一加入。1988年9月，三人皆高中畢業，在中川敬輔的介紹下，鈴木英哉加入，四人組成團名「THE WALL」的團體。1989年1月1日改團名為Mr.Children，從此Mr.Children成為地下樂團四處遊唱，直到1992年在好友寺岡呼人的引薦下，四人認識名製作人小林武史，Mr.Children正式打入主流市場，成為日後撼動日本流行樂界的一股新力量，掀起當時名為「Misuchiru現象」的風潮。
Mr.Children至今已發表了32張冠軍單曲（不含跟桑田佳祐合唱的〈奇跡の地球〉以及網路配信下載），21張原創性（非精選）冠軍專輯。截至2011年8月，生涯唱片總銷量為約5497.9萬張。2019年2月，CD總銷量（不含配信限定）為7,362萬張。

## 音樂特色
受1960至1970年代披頭四和滾石樂隊等樂團的曲風影響，Mr.Children自身的作品主要揉合了流行曲和經典搖滾的特色。Mr.Children也經常試驗不同的音樂風格，讓作品得以變化多端。除了不同形式的搖滾之外，他們也嘗試過爵士樂、藍調、民謠、舞曲等音樂。在歌詞內容上，Mr.Children與一般專注在男女情愛上的流行音樂歌手、團體不同，除了一般的愛情主題外，他們也經常利用歌曲抒發他們對社會、家庭、親情與友情等方面事物的觀感，除此之外，該團素來也以歌詞中大量使用不屬於日文常用漢字的冷僻詞彙而聞名。

## 團員
主音樱井和寿是樂團的靈魂人物，大部分樂曲均由他作曲。樱井的聲線也是Mr.Children的特色之一，他的音域範圍較一般男性為廣，而唱歌帶有明顯的西洋風格。樱井和寿除了唱歌之外，也會與田原健一一起彈吉他、彈鋼琴和口琴。
吉他手田原健一和貝斯手中川敬輔，算是樂團中比較文靜的成員，演唱時大部分的時間都留在舞台上不顯眼之處。而又稱Jen的鼓手鈴木英哉，則是樂團中最外向的成員，每次登台似乎都要脫掉上衣。他最能對應樱井的幽默感。

## 履歷

### 1988年－1992年
4人於1988年組成樂隊。樂隊原本的名稱是「THE WALL」，當時鈴木英哉並未為樂團成員，他是在原來的鼓手退出後才加入的。他們寄了很多樣本唱片到唱片公司，但都沒有回音。在1988後半年的一頓晚餐上，他們決定改名。他們覺得「children」這個字不錯，但因為他們實際上不是小孩，所以在名字前加上「Mr.」。成員們稱這轉變了他們對自己組合的看法。
改名後，Mr.Children應徵一所叫作「澀La.mama」的live house，第一次失敗，但第二次就通過了。在live house的表演之後，他們被要求嘗試出道當職業樂隊。他們為此寄出了五張樣本唱片，但都不能引起唱片公司的興趣。樂隊接着在1991年停止活動三個月：鈴木英哉在一家經濟型酒店當接待，櫻井和壽在他爸爸的建築公司工作。在他們重返樂隊後製作了第六張樣本唱片，終於引起了TOY'S FACTORY的注意。這家唱片公司跟Mr.Children簽約，並讓他們為旗下搖滾樂隊JUN SKY WALKER(S)做開場表演。在這段時期，他們認識了現在的製作人小林武史。當時小林武史當時已為南方之星的桑田佳祐和小泉今日子等歌手編曲，在樂壇獲得一定知名度。

### 1992年－1994年
1992年5月10日，Mr.Children發行他們的出道專輯《EVERYTHING》。三個月後，他們於同年8月21日發行了首張單曲〈有你的夏天〉。其後他們為專輯舉辦了兩次巡迴演唱會，都在9月23日和11月5日之間舉行，分別是「92 EVERYTHING TOUR」和「92 Your Everything Tour」，共12場表演。為92年作結並開展下一年，他們在12月1日發行了第2張專輯《Kind of Love》和第2張單曲〈想擁抱你〉。〈想擁抱你〉之後被用作日本電視劇《天使之愛》（ピュア）的插曲。不久他們舉辦一次名為「92-93 Kind of Love Tour」的巡迴演唱會，於1992年12月7日至1993年1月25日間舉行。
1993年，在巡迴演唱會完結後，他們投入了第3張專輯的工作。他們在該年首張單曲名為〈Replay〉，於7月1日發行，被用作江崎固力果「Pocky」的廣告歌。同年9月9日，第3張專輯《Versus》發行，但這張專輯未能令他們被世人所知。之後他們在同年9月23日至11月5日期間舉辦了一場新的巡迴演出「93 Versus Tour」，進行九場表演。不久後第4張單曲〈CROSS ROAD〉發行，A面曲被用作電視劇《同窗會》的主題曲。雖然樂隊未能藉此竄紅，但〈CROSS ROAD〉則變得越來越知名，最後在22個星期後達到百萬銷量，並成為1994年Oricon公信榜年榜第15位（但單曲於93年開始發售）。主唱櫻井後來承認他並不喜歡到此為止的作品。
1994年6月1日，新單曲〈innocent world〉發行，A面曲被用作飲料飛雪動奕的廣告歌。這首歌令Mr.Children變得更加出名。樂團憑〈innocent world〉1,812,970張的銷量登上Oricon年榜第1位。跟着他們開始投入第4張專輯《Atomic Heart》的工作。這張專輯在同年9月1日開始發售，並成為當時樂團銷量最高的專輯。由於上述單曲和專輯都取得了極大的成功，Mr.Children得以確立他們在樂壇的地位，在日本當時掀起「Misuchiru現象」（ミスチル現象）。
製作人兼經紀人小林武史亦替他們籌劃了兩次的巡迴演唱會。第一次「94 tour innocent world」以其大熱單曲命名，於1994年9月18日至12月18日舉行。1994年11月10日，他們發行了第6張單曲〈Tomorrow never knows〉，A面曲是電視劇《青春無悔》（若者のすべて）的主題曲。這張單曲是在巡迴演唱會期間所寫成的。〈Tomorrow never knows〉其後於2006年在音樂節目MUSIC STATION被選為最喜愛的歌曲，至今仍是日本史上銷量第三的電視劇主題曲。1994年12月12日，下一張單曲〈everybody goes -向沒有秩序的現代Drop Kick-〉發行，其A面曲曾為〈Tomorrow never knows〉B面曲的候選。1994年年底，Mr.Children遂以〈innocent world〉榮獲第36屆日本唱片大獎。

### 1995年－1997年
1995年，第二場巡迴演唱會「95 Tour Atomic Heart」開始，在1995年1月7日至2月20日期間舉行。Mr.Children亦開始參與慈善活動。他們跟南方之星的桑田佳祐合作，組成「桑田佳祐&Mr.Children」，並發行單曲〈奇蹟的地球〉，做為援助防治愛滋病活動「Act Against AIDS」（AAA）的亞洲區主題曲。他們為宣傳單曲和活動，在1995年4月18日至5月14日舉行了一次長達一個月的巡迴演唱會「LIVE UFO '95 ROCK OPERA "Acoustic Revolution with Orchestra" 奇蹟的地球」。演唱會中他們翻唱了不少英語歌曲，例如滾石樂隊和鮑布·迪倫的歌曲。在巡迴演唱期間，他們亦拍攝了一部紀錄片《【es】 Mr.Children in FILM》，電影於同年6月3日上映。在這之先，第8張單曲〈【es】 ～Theme of es～〉於5月10日發行，以宣傳電影。兩個月後，他們在7月16日至9月10日舉辦了其首次戶外巡迴演唱會「-Hounen Mansaku- 夏祭1995 空[ku:]」。巡迴期間第9張單曲〈See-Saw Game ～勇敢的戀曲～〉於8月10日發行。
1996年2月6日，Mr.Children的第10張單曲〈無名的詩〉開始發售，A面曲被用作電視劇《天使之愛》的主題曲。〈無名的詩〉成為當時日本音樂史上首周銷量最高的單曲（120.8萬），紀錄多年來一直無人能破，到2011年才被AKB48的〈Everyday，髮箍〉超越（133.4萬）。另外，這首歌迄今仍是日本音樂史上銷量第八的電視劇主題曲。然而這張單曲的成功亦是櫻井和壽的預料之外，因為當時他只有很少時間寫這首歌。兩個月後，第11張單曲在4月5日〈花 -Mémento-Mori-〉發行。接着還有6月24日第5張專輯《深海》和8月8日第12張單曲〈機關槍連續掃射 -Mr.Children Bootleg-〉發行。其後巡迴演唱會「regress or progress '96-'97」開始，由1996年8月24日開始，1997年2月16日結束。在這次巡迴演唱中，樂團曾於14個城市共舉辦了55場演唱會。
1997年2月5日，Mr.Children發行他們的第13張單曲〈Everything (It's you)〉，A面曲被用作電視劇《恋のバカンス》的主題曲。一個月後，第6張專輯《BOLERO》亦於3月5日發行。其後開始有傳聞指樂團將會解散。

### 1998年－2000年
1998年2月11日，第14張單曲〈向西向東〉發行，A面曲被用作電視劇《閃亮的人生》的主題曲。這時樂團仍處於休息狀態，所以沒有進行現場表演宣傳單曲和參與音樂影片的演出。在同年10月21日，樂團正式重聚，並發行第15張單曲〈無盡的旅程〉，被用作電視劇《大女生日記》的主題曲。這首歌一直是最受Mr.Children歌迷歡迎的歌曲之一，Oricon指出其激勵性的歌詞是原因之一。
1999年1月13日，Mr.Children發行其第16張單曲〈向光映射的地方〉。同年2月3日發行第7張專輯《DISCOVERY》。
11天後，以這張專輯為名的巡迴演唱會「Mr.Children Concert Tour '99 DISCOVERY」，於1999年2月13日至7月11日期間舉行，在16個城市共辦了42場演唱會。在巡迴演唱期間，第17張單曲〈I'LL BE〉發行。A面曲〈I'LL BE〉曾收錄在專輯《DISCOVERY》中，原為〈I'll be〉，後將曲子改成輕快版本再次發行。這張單曲未能延續以往的成功，為樂團自〈CROSS ROAD〉以來銷量最低的。除此之外，在巡迴演唱會時，他們亦製作了一張現場專輯，名為《1/42》（意即42場演唱會的其中之一），於同年9月8日限量500,000張發行。專輯內大部分的音軌都來自6月26日在真駒内屋内競技場的演出，Bonus Track〈想擁抱你〉則是取自沖繩縣宜野灣市海濱公園野外劇場的演出。
踏入千禧年，第18張單曲〈口笛〉於2000年1月13日發行。這張單曲的銷量相比起〈I'LL BE〉高出很多，為724,070張。8月9日，他們發行了第19張單曲〈NOT FOUND〉，其中A面曲被用作電視劇《浪漫巴士站》的主題曲。一個月後，第9張原創專輯《Q》。樂團特意為這張專輯的錄音工作前往紐約，其中他們重新錄製了一些獨立時期的歌曲，製作人小林武史亦有參與錄音的樂器演奏。唱片封面是由Size, Inc在美國邦納維爾鹽窪地拍攝的。由於與當時正處於人氣巔峰的滨崎步的《Duty》同日發行，故未取得週排行冠軍，且專輯的銷量不太理想，為樂團自《Atomic Heart》以來首張銷量未能超過百萬的專輯。在2000年10月14日至2001年2月23日期間，Mr.Children舉行巡迴演唱會「Mr.Children Concert Tour Q 2000-2001」，於13個城市共有35場演唱會。

### 2001年－2003年
2001年，在巡迴演唱會完結後，Mr.Children發行了兩張精選輯，分別是《Mr.Children 1992-1995》和《Mr.Children 1996-2000》，同時於7月11日開始發售，合共售出約4,034,785張。於兩張專輯發行後四天，「MR.CHILDREN CONCERT TOUR POPSAURUS 2001」巡迴演唱會開始，由同年7月14日舉行至9月24日，於10個城市共辦了15場演唱會。巡迴演唱會開始一個月後第20張單曲〈溫柔的歌〉發行。這首歌亦是朝日飲料「WONDA」的廣告歌。巡迴演出結束兩個月後，第21張單曲〈youthful days〉亦開始發售。這首歌被用於電視劇《西洋骨董洋菓子店》的主題曲。這張單曲是樂團這年銷量中最高的歌。B面曲〈Drawing〉原先並無任何商業搭配，但發行兩年多後的2003年，又成為日本電視台的電視劇《幸福的王子》主題曲。
2002年1月1日，Mr.Children發行其第22張單曲〈喜歡你〉，是《西洋骨董洋菓子店》的片尾插曲。四個月後，第10張原創專輯《IT'S A WONDERFUL WORLD》於他們出道10週年當日——5月10日正式發行。這張專輯並不是早就計劃於10週年當日發行的，只是櫻井要求在春天發售專輯後，在想如何宣傳專輯時才選擇這個特別日子的。其後，「TOUR 2002 DEAR WONDERFUL WORLD」巡迴演唱會於7月17日開始。〈I'LL BE〉的專輯版本被用作2002年世界盃足球賽的主題曲之一。同年5月24日，他們首次出席「MTV日本音樂錄影帶大獎」，並以〈喜歡你〉獲得「年度最佳音樂錄影帶獎」。在專輯發行的兩個月後，第23張單曲〈Any〉於7月11日發行。由於主唱櫻井因小腦梗塞入院，樂團沒能好好宣傳這張單曲，進行中的「DEAR WONDERFUL WORLD」亦被迫取消。櫻井在休養中受到啟發，寫下了。這張第24張單曲於同年12月11日發行。單曲初版附有DVD一張。同年11月15日，官方網站宣佈將回歸舞台，並舉辦僅有「一晚限定」的演唱會。12月21日，該演唱會「TOUR 2002 DEAR WONDERFUL WORLD IT'S A WONDERFUL WORLD ON DEC 21」舉行，其後亦發行了相關DVD影像。
樂團於2003年沉寂下來。在6月，櫻井協助成立了非營利機構「ap bank」，機構主要工作是促進環境保育。最初著名作曲家坂本龍一想要興建一座風力發電廠。在櫻井和小林武史的協助下，他們的目標變成投資環境保護的計劃，例如可再生能源等；其後2007年，ap bank亦參與了其他的社會議題，如幫助2007年新潟縣中越沖地震的災民等。接近年尾，Mr.Children發行第25張單曲〈掌/Kurumi〉，為他們的首張雙A面單曲。這張單曲的銷量是在2001年的〈youthful days〉之後最高的。

### 2004年－2006年
2004年，櫻井開始了一個從ap bank衍生出來的計劃，名為「Bank Band」。Bank Band發行了首張專輯《沿志奏逢》，專輯中翻唱了Mr.Children的兩首歌——和〈溫柔的歌〉。4月4日，樂團第11張專輯《至福之音》發行，其中歌曲〈為了誰〉（タガタメ）被用作日清合味道杯麵的廣告歌。據櫻井所講，〈為了誰〉：
|  | 作為一首有衝擊力，帶有訊息的歌曲，⋯⋯刻劃人心的深處，有着它的影響力。 |

下一個月，他們發行了第26張單曲〈Sign〉，A面曲被用作電視劇《Orange Days》的主題曲。Mr.Children憑此單曲，繼10年前的〈innocent world〉第36屆日本唱片大賞後，於第46屆再次獲得這項大獎。

2005年，Mr.Children的大部份時間都投入於新專輯的製作。6月29日，第27張單曲〈四次元 Four Dimensions〉終於發行。單曲首周銷量高達569,000張，最終有925,632張的銷量。這張四A面單曲中的四首歌都有商業搭配：〈未來〉是寶礦力水特的廣告歌，〈and I love you〉是日清合味道杯麵的廣告歌，〈Running High〉（ランニングハイ）是電影《Fly, Daddy, Fly》的主題曲，〈Yoidon〉（ヨーイドン）是兒童教育節目《Ponkikkiizu》和《GACHAGACHA PONG!》的主題曲。雖然這張作品是以單曲形式發售，但因為收錄歌曲太多，被日本唱片協會界定分類為專輯。一個月後，樂團於7月16日至18日參與了櫻井舉辦的演唱會「ap bank fes' 05」、7月23日的「SETSTOCK '05」和7月30日的「HIGHER GROUND 2005」。三個月後，第12張專輯《I ♥ U 》於9月21日發行。再過兩個月，組合舉辦「MR.CHILDREN DOME TOUR 2005 "I ♥ U"」巡迴演唱會，在11月12日開始，12月27日結束。這次巡迴演唱中首次於五大巨蛋（東京巨蛋、大阪巨蛋、札幌巨蛋、名古屋巨蛋和福岡巨蛋）舉辦演唱會。這次巨蛋巡迴演唱會於東京巨蛋完結，觀眾人數達45,000人；整個巡迴演出則有390,000人。至於Mr.Children作品的總銷量於年尾突破4,500萬張。
2006年7月5日，Mr.Children推出他們的第28張單曲〈箒星〉，被用作豐田汽車的廣告歌和日本電視台（NTV）的2006年世界盃足球賽主題曲。樂團由於參與了「ap bank fes' 06」，只能舉辦三場現場演出來宣傳單曲，而且沒能在雜誌或電台作宣傳。不過，商業搭配十分成功，在Oricon的調查中，〈箒星〉是在「6月份電視廣告歌曲 好感度排行榜」得第三位，以及「夏天中最喜愛的非夏日歌曲」中得第一位。單曲發行十天後，Mr.Children參與「ap bank fes' 06」全部三天的演出，演唱了〈HERO〉、〈Strange Chameleon〉（翻唱）、〈無盡的旅程〉和〈箒星〉等歌曲。一個月後，樂團又以特別嘉賓的身份出席「MUJINTOU Fes.2006」演唱會，並演唱了〈未來〉、〈innocent world〉、〈Sign〉、〈綻放〉（ほころび） 、〈worlds end〉和〈箒星〉。不久後Mr.Children宣佈跟日本搖滾樂隊the pillows合辦巡迴演唱會，名為「Mr.Children & the pillows new big bang tour 〜This is Hybrid Innocent〜」。這次演唱會由同年9月26日舉行至10月11日。11月15日，第29張單曲〈印記〉發行，其中歌曲〈印記〉被用作日本電視台電視劇《14歲媽媽》的主題曲。櫻井於2月開始寫這首歌，3月寫完，並在9月拍攝音樂影片。單曲的B面〈Kurumi - for the Film - 幸福的餐桌〉則是2003歌曲〈Kurumi〉的重製版本，被用作電影《幸福的餐桌》的主題曲。

### 2007年
2007年1月24日，Mr.Children發行第30張單曲〈Fake〉，限量發售，其中A面曲被用作電影《多羅羅》的主題曲。這張單曲成為Mr.Children連續第26張奪得Oricon公信榜周榜首位的單曲。。3月14日，第13張原創專輯《HOME》發行，為組合自1994年《Atomic Heart》以來，再次以原創專輯連續兩周登上Oricon公信榜首位。《HOME》亦是2007年首張銷量破百萬的專輯。由於樂團中對這張專輯的製作方向有所分岐，導致錄音工作曾一度停頓。製作人小林武史建議要做一張關懷世界的專輯。

專輯內容有不少個人感想：〈更多〉（もっと）有關紐約的九一一襲擊事件，〈不太記得了啊〉（あんまり覚えてないや）的靈感則來自櫻井生病的父親。專輯名稱原本還有「HOME MADE」、「HOME GROUND（ホームグラウンド）」等候選，讓人有親手製作之感，但最後為了不要限制在某個意念內，將專輯取名為「HOME」。Mr.Children為宣傳專輯，舉辦了兩次巡迴演唱會。第一場是2007年5月4日至6月23日的「Mr.Children "HOME" TOUR 2007」。在巡迴期間，他們又發行了一張精選輯《B-SIDE》，於出道15週年5月10日正式開始發售。這是一張只收錄了A面與B面B面曲的專輯，源自櫻井進行《HOME》時想到的。他重新把這些放在單曲上的B面歌聽了一遍後，發覺：
|  | 原來有很多十分喜歡的歌曲啊。 （こんなにも大好きな曲がたくさんあるんだ！） |

而根據TOY'S FACTORY網站的介紹，《B-SIDE》中將不同時期的B面曲收起來，恰能讓成員對音樂的想法和感情完整地展現，故他們就出版了這張專輯。5月5日，在「Mr.Children "HOME" TOUR 2007」第二場演唱會後，鼓手鈴木英哉因誤觸抽氣扇，造成食指受傷，須縫四針，其後兩場於札幌舉行的演唱會亦因此延遲。巡迴演唱會相當盛大，例如6月7日於横浜的演唱會上就有15,000位觀眾，證明「Misuchiru現象」仍未消退。第二場宣傳《HOME》的巡迴演唱會是「Mr.Children "HOME" TOUR 2007 -in the field-」，由8月4日舉行至9月30日。該次的巡迴演唱也十分成功，於9個城市14場演唱會中，共有55萬名觀眾參加，為2007年單一藝人的巡迴演唱會裡人數最多的。另外，《HOME》裡的主要歌曲〈色彩〉（彩り）更被用作Olympus E-410的廣告歌。
7月10日，Mr.Children在網站宣佈將會出新單曲〈啟程之歌〉，但並未宣佈發售日期，直到一個月後才宣佈在10月30日發行。A面曲〈啟程之歌〉被用作電影《戀空》的主題曲。這張單曲令樂團連續奪得Oricon公信榜周榜首位的單曲數目增至27張。之後，樂團計劃在7月14日至16日於「ap bank fes' 07」演出，但由於颱風萬宜侵襲，只有最後一天能夠舉行。11月14日，《Mr.Children "HOME" TOUR 2007》DVD發行。12月18日，Oricon宣佈專輯《HOME》以1,181,241張的銷量，壓倒倖田來未《Black Cherry》的1,022,448張銷量，獲得年度專輯榜冠軍。

### 2008年
年初，櫻井個人籌辦的計劃「Bank Band」於1月16日發行了第2張專輯《沿志奏逢2》和DVD《ap bank fes '07》。一個月後，Mr.Children官方發表新歌〈少年〉，被用作電視劇《野球少年》的主題曲；其後亦發表了兩張新單曲的消息。首先是7月30日發行的〈GIFT〉，其中A面曲〈GIFT〉被用作NHK的北京奧運會和北京殘奧會的主題曲。對於這首歌，櫻井有這樣的解釋：
|  | 與所謂金、銀、銅牌勝利者的光輝而言，我覺得還有更為重要、更有價值的光輝存在。 （僕は金、銀、銅という勝者にのみ与えられる輝きより、もっと大切で、価値ある輝きが存在していると思っています。） |

接着ap bank宣佈Mr.Children將於「ap bank fes' 08」全部三天都參與演出。2008年9月3日，樂團推出第33張單曲的〈HANABI〉，被用作富士電視台電視劇《空中急診英雄》。這張單曲於Oricon公信榜連續兩周奪冠，為連續第29張奪得周榜首位的單曲。其後下一張發行的單曲〈花的香氣〉則僅開放在網路配信下載，電話鈴聲片段（着うた）於10月1日開放下載，完整電話鈴聲（着うたフル）則於11月1日開放下載。12月10日，Mr.Children正式發行錄音室專輯《SUPERMARKET FANTASY》。專輯首周銷量為708,000張，取得周榜首位，也是年度專輯榜亞軍。

### 2009年－2011年
2009年2月14日至8月6日，展開「Tour 2009 ～終末のコンフィデンスソングス～」巡迴演唱，後來並以武道館該場收錄成為影像。
10月20日，Mr.Children發行第二首音樂網路配信下載的限定單曲〈fanfare〉；11月16日開放鈴聲片段下載，12月2日開放鈴聲全曲下載。〈fanfare〉是電影《ONE PIECE FILM 強者天下》的主題曲，為Mr.Children第二次提供動畫歌曲。單曲也於RIAJ付費音樂下載榜獲得首位。
11月11日，發行《Mr.Children Tour 2009 ～終末のコンフィデンスソングス～》DVD。
11月28日至12月27日，Mr.Children決定以五大巨蛋為名，舉辦「DOME TOUR 2009 SUPERMARKET FANTASY」。
2010年1月，《空中急診英雄》第二季上映，主題曲為〈HANABI〉。
2010年5月10日，Mr.Children發行《Mr.Children DOME TOUR 2009〜SUPERMARKET FANTASY〜》巡迴演唱會的DVD，於官方公佈的發行日期前一天已累積銷量達49,000張，並以這個銷量獲得周排行榜的首位。另外，樂團亦憑此平了嵐和KAT-TUN連續七張DVD獲得周榜首位的紀錄。
9月4日，樂團第二部音樂紀錄片《Mr.Children / Split The Difference》上映，並在11月10日發行DVD+CD，收錄電影以及一些歌曲。DVD於初登場獲得周排行榜首位，因而以超過了上述嵐和KAT-TUN的紀錄。
12月1日，第16張錄音室專輯《SENSE》正式發行，〈fanfare〉亦有收錄在內。所有關於專輯的詳情直到11月29日才公佈。之後，展開為期不到三個月的「Mr.Children Tour 2011 "SENSE"」巡迴演唱。
2011年2月19日開始「Mr.Children Tour 2011 "SENSE"」。311東日本大地震發生後，4月4日，Mr.Children為東日本大震災賑災，發行第3首音樂下載限定單曲〈數數歌〉。 該曲壓過當紅AKB48同樣為東日本大震災發行的〈為了誰 -What can I do for someone?-〉，於RIAJ付費音樂下載榜獲得首位。 在該次巡演最終的埼玉場裡，Mr.Children還公開表演〈數數歌〉，並收錄影像於11月23日發行的《Mr.Children TOUR 2011 "SENSE"》DVD & Blu-ray之中。
8月9日起，以「Mr.Children STADIUM TOUR 2011 SENSE -in the field-」為名的巡演從廣島開始，最終場是在9月25日的震災區宮城。為了幫災民加油打氣，Mr.Children特別在每一場舉行「元氣接力」方式錄影下來，最後則以Video Letter在宮城播出。

### 2012年－2014年
2012年4月18日，Mr.Children發行第34張實體單曲CD〈祈禱 ～眼淚的痕跡/End of the day/pieces〉，距離上一張CD單曲〈HANABI〉已有約3年零7個月。由發售前的3月17日開始，〈祈禱 ～眼淚的痕跡〉的完整電話鈴聲亦於網上公開下載，樂團藉此在RIAJ付費音樂下載榜上連續4周獲得第一位，平了GReeeeN的紀錄。跟單曲同日開始發售《Mr.Children STADIUM TOUR 2011 SENSE -in the field-》的DVD和藍光光碟（BD）分別登上DVD總合排行榜和BD總合排行榜的首位，再加上單曲亦取得周榜首位，令Mr.Children為Oricon榜首次能同時於三個排行榜取得首位的首組藝人。

5月10日為Mr.Children出道20週年紀念日，當天發行兩張精選輯《Mr.Children 2001-2005＜micro＞》和《Mr.Children 2005-2010＜macro＞》，同時亦決定舉行全國巡迴演唱會「Mr.Children Tour POPSAURUS 2012」。在大阪巨蛋演出時，櫻井向歌迷告示為何選擇用「micro」和「macro」兩種的意涵，希望聽眾聽了他們的歌以後，能夠進一步產生嶄新的生命。8月29日，新單曲〈hypnosis〉以《特官 -特別國稅徵收官-》的主題曲形式提供網路配信下載。11月28日，正式發行專輯《［(an imitation) blood orange］》，收入有四首音樂影帶，同時宣布從12月15日起舉辦新專輯巡演40場（直到2013年6月9日，包括在沖繩有兩場加演的場次）；12月19日發行LIVE DVD & Blu-ray《Mr.Children TOUR POPSAURUS 2012》。

2013年巡迴演出期間，Mr.Children於5月29日推出新曲〈REM〉，仍以配信限定方式發賣。8月10日、11日兩天參加在大阪與東京兩地舉辦的SUMMER SONIC 2013演唱會，其中11日當天因天候打雷關係發生意外插曲。當主唱櫻井和壽唱到〈Fake〉時音響忽然無法出聲，但現場觀眾仍熱情唱和未止；他當場表示自己最喜歡有這種突發狀況出現，證明完全沒有修飾的演唱功力。 12月3日，主唱櫻井抽空參加小田和正的歲末慣例音樂節目「耶誕的約會2013」(クリスマスの約束2013），並首次揭露合寫、合唱的「全景的街」（パノラマの街）， 成為日後〈街的風景〉（街の風景）一曲的原型（收在專輯《REFLECTION {Naked} 》中）。

2014年5月24日，Mr.Children的第6首音樂下載限定單曲〈放逐〉 發行，同時也是「劇團一人」初次擔綱執導的電影《青天の霹靂》主題曲。為了繼續維持能量，9月17日起，Mr.Children分別在東京、福岡、大阪、愛知、北海道的Zepp劇場舉辦小型演唱；11月19日，實體單曲CD〈腳步聲 ～Be Strong〉正式發行。這段期間，Mr.Children也醞釀與經紀公司烏龍舎分道揚鑣；Zepp劇場演唱中負責鍵盤手與合音工作，則由原製作人小林武史改為過去曾經合作過的Sunny負責。

### 2015年－2016年
甫過2015年，Mr.Children大致已完成他們的新專輯錄音製作。接下來，走出獨立製作和經紀活動的Mr.Children，幾乎是渾身解數地進行音樂新作品的宣傳，等於樹立了音樂人如何來試探市場可能性的模式。首先，以限定會員的21週年祭Zepp演唱會、最後定名為「Mr.Children REFLECTION」電影（上映時間：109分），在2月7日至27日期間限定公開放映。 緊接著從3月14日群馬起，為期近三個月、共20場的「Mr.Children TOUR 2015 REFLECTION」正式開始，最終場6月4日選在埼玉縣超級競技場（さいたまスーパーアリーナ）。參加巡迴演出的歌迷可說是在現場聆聽未曾接觸過新曲，提供了許多新鮮感。再者，在最終場當天還有另外兩項創舉：一是選擇以實況在戲院同步播放，另一是發行新專輯《REFLECTION》（有{Naked}和{Drip} 兩種版本）。第四，從5月22日至12月下旬，以Mr.Children寫真為主題的「薮田修身写真展 BLACK BOX －unpainted face of Mr.Children－」先後也在東京、福岡、名古屋、札幌、仙台、廣島等地展出。 第五，6月15日和20日，NHK電視台在「SONGS」節目中推出特別專集，以跟拍的方式呈現將近一年來Mr.Children製作音樂的歷程，同時現場演出新曲。第六是7月11日，收錄於《REFLECTION》之中的〈Starting Over〉 成為電影《怪物的孩子》（バケモノの子）主題曲。最後，正式為新專輯宣傳登場的「Mr.Children Stadium Tour 2015 未完」，則從7月18日的福岡巨蛋開始，共進行16場演出。總計2015年整年度的兩次巡迴演唱，一共動員有100萬人次，後來分別以Live DVD & Blu-ray《Mr.Children TOUR 2015 REFLECTION》、《Mr.Children Stadium Tour 2015 未完》兩種發行出版 。

值得注意的是，上述兩種演唱會的影像出版均以故事性來呈現，傳達一種「未完待續」的感覺。2016年3月16日發行的《Mr.Children Stadium Tour 2015 未完》，最後影像即以「Mr.Children 2 Man LIVE」（Mr.Children 2マンLIVE）演唱新曲〈忙碌的我們〉（忙しい僕ら）片段來結束。這種體貼歌迷、率先讓他們聆聽新曲的模式，後來也持續重複在2016年4月15日起舉辦的「Mr.Children Hall Tour 2016 虹」巡演之中。以「虹」為主題的巡迴演唱是從4月15日山梨縣開始，最後在2016年11月21日於神奈川的鎌倉藝術館畫下句點，專門提供偏遠地區會員、小場地為主的活動。其中，6月4日選在東京的日比谷野外大音樂堂，更是Mr.Children剛出道時公眾表演的場地，極富象徵意義。據稱現場僅有3,114人入內，但由於戶外場地緣故，卻吸引了更多數目的歌迷前來聆聽「音漏」。 在各地演唱同時，Mr.Children深感唱片市場的日益蕭條景況，主唱櫻井和壽遂發起「I ❤ CD shops!」活動，親自到實體唱片行簽名，以實際行動來支持音樂。

10月3日，NHK晨間劇《別嬪小姐》（べっぴんさん）宣布選用Mr.Children的〈光之畫室〉（ヒカリノアトリエ）為主題曲。

### 2017年
為了慶祝出道25週年，Mr.Children展開一連串的相關活動。
1月1日，即將發行的新單曲〈光之畫室〉音樂影帶以短版形式在You Tube官網上解禁。
1月10日，宣布於日本的「五大巨蛋」——東京巨蛋、札幌巨蛋、名古屋巨蛋、大阪巨蛋、福岡巨蛋及大型競技場（新橫濱日產競技場、大阪長居競技場、廣島廣島廣域公園陸上競技場、熊本熊本県民総合運動公園陸上競技場）舉行出道25週年紀念巡迴演唱會。
1月11日，正式發行第36張實體單曲〈光之畫室〉，並於20日開放網路配信下載。
3月4日起，Mr.Children開始為期不到兩個月的「Mr.Children Hall Tour 2017 光之畫室」巡迴公演，仍以偏鄉小場地為主。但是，3月16日在愛知的名古屋國際會議場世紀廳巡迴演出時，主唱櫻井和壽卻因感冒而無法發聲，被迫於第10首歌曲〈口笛〉唱完後而結束演出，連同兩天後18日在三重的巡演也宣告中止。 據親臨現場的觀眾事後描述：Mr.Children當場向大家表示歉意，而吉他手田原健一更說「如果這樣持續下去唱歌的話，櫻井將無法再發聲唱歌；如果無法唱歌的話，Mr.Children將必須走上結束一途。我們一定會回到這裡來，所以今天請讓櫻井休息吧。」 為了實踐對歌迷的承諾，Mr.Children選在25年前出道當日——5月10日舉辦「振替公演」，其中還特別演唱了首張單曲〈有你的夏天〉， 令現場3000多名歌迷充滿感動。馬不停蹄地Mr.Children並沒有因為失聲事件而沮喪。在「Mr.Children Hall Tour 2017 光之畫室」巡演期間，他們接連參加「ONE OK ROCK 2017 "Ambitions" JAPAN TOUR」和SUGA SHIKAO 20th ANNIVERSARY「スガフェス！ ～20年に一度のミラクルフェス～」，擔任演唱會嘉賓，試圖拉近跟年輕世代樂迷的距離和尋求新的音樂取向。
4月1日，Mr.Children正式公佈其25週年紀念巡迴演唱會的名稱：「Mr.Children DOME & STADIUM TOUR 2017 Thanksgiving 25」。
5月10日，舉辦「振替公演」同時，他們還推出25週年精選輯，並限定由網路配信下載，且為期一年。截至演唱會即將展開之前，兩張精選《Mr.Children 1992-2002 Thanksgiving 25》、《Mr.Children 2003-2015 Thanksgiving 25》依然蟬聯Oricon數位專輯榜的冠軍長達四週之久。
6月10日，Mr.Children正式開始為期三個月的25週年紀念巡迴演唱會「Mr.Children DOME & STADIUM TOUR 2017 Thanksgiving 25」。演唱會中更獻唱當時的未發行歌曲〈himawari（页面存档备份，存于）〉。
7月26日，第37張單曲〈himawari（页面存档备份，存于）〉正式發行，同時也是7月28日上映的電影《我想吃掉你的胰臟》（君の膵臓をたべたい）之主題曲。 該支單曲首週銷售12.1萬張，獲得冠軍。
12月20日，發行《Mr.Children在光之畫室內描繪彩虹》（Mr.Children、ヒカリノアトリエで虹の絵を描く）的DVD與BD，收錄2016年1月至2017年5月間的巡迴演唱及工作影像，包括初次映像化及首次公開披露的兩首歌曲〈童話〉（お伽話）及〈內心〉（こころ）。此外，加上繼《1/42》之後推出的Live CD和〈光之畫室〉完整版MV等內容。

### 2018年
1月1日，在新的一年開始的第一天，Mr.Children宣佈將參加。這場演唱會受到相當大地注目；當天另外一團參加演出的是Spitz。兩團都已出道30年。
1月18日，新單曲〈here comes my love〉公佈，並在隔日在各大音樂網站提供付費下載，同時也是富士電視台週四晚間連續劇《鄰家月更圓》（隣の家族は青く見える）主題曲。
2月9日，〈here comes my love〉的short film在官網公開。
3月2日，椎名林檎新專輯《亞當與夏娃的蘋果》（アダムとイヴの林檎）發行，其中這首歌的鼓手由鈴木英哉擔任。
3月21日，LIVE DVD / Blu-ray《Mr.Children DOME & STADIUM TOUR 2017 Thanksgiving 25》開始販售。
4月10日，《空中急診英雄》電影版的主題曲仍決定為〈HANABI〉。
4月13日，參加「ap bank fes 18」的演出。
5月18日，截至今年之前所有發行的單曲及專輯，開始在日本地區線上付費下載收聽。
6月29日，宣告新曲〈SINGLES〉成為7月19日朝日電視台的週四晚間連續劇《企業併購王禿鷹》（ハゲタカ）之主題曲。
8月2日，發佈了全新巡迴「Mr.Children Tour 2018-19」即將展開，以及新專輯及全曲詩集《Your Song》的發售消息。全曲詩集將分為一般版及Fan Club限定的愛藏版發行，版稅收入捐給聽力需要幫助的相關單位。同時官方網站也宣佈首次舉行海外公演的消息，時間地點為2019年2月2日的台灣。台灣歌迷在台灣時間2018年8月1日晚間11點後看到此消息後，全都興奮到無法睡覺，熱烈地在社群網站討論分享。
8月18日，本次巡迴實施定價交易的規則，也是Mr.Children首次在巡迴中由官方來主導票券轉讓。
9月12日，宣佈在9月26日在東京舉辦一日會員限定的演唱會「FATHER&MOTHER Special Prelive 2018.9.26 TOKYO DOME CITY HALL」。
9月17日，Mr.Children的官網出現了一串數字「10691059」，並且開始倒數新專輯，引發歌迷揣測。
9月20日，宣佈本次巡迴的名稱為「Mr.Children Tour 2018-19 重力と呼吸」。同時正式揭曉新專輯名稱：《重力與呼吸》（重力と呼吸），此外在官方YouTube公開新歌〈Your Song〉的MUSIC VIDEO簡短版。
10月3日，在官方YouTube公開〈Your Song〉（包括MV及Original Story兩種版本）、〈SINGLES〉(MUSIC VIDEO簡短版）。同一天宣布所有的作品（除了最新專輯之外）在台灣開放線上付費下載收聽，另外也公佈台灣公演的門票販售時間為11月24日。
11月17日，對於即將到台北舉辦出道以來首場海外演出，成員們都非常興奮。櫻井向台灣媒體表示：「我很期待台灣演出，也希望不會愧對大家對我們的期待。」另外，也特地寫下獻給台灣歌迷的訊息： 
|  | 台灣是我們初次舉辦海外演唱會的地方，當初聽到這個計畫時，對於演出的期待和興奮不斷地膨脹。一直以來寫歌或演唱歌曲時，我腦海中的風景或登場人物，都僅限在日本會出現的。想像聽眾時，也不曾浮現日本文化圈外的人。不過幾年前聽到了令我十分驚訝的事，在台灣有我們的狂熱粉絲，而且不僅是1、2人。大家透過日本連續劇認識了我們，因為那些劇的主題曲是由Mr.Children演唱。我們即將在喜愛我們音樂的台灣舉辦演唱會，期盼能夠把台灣的景色，更重要的是大家的笑容、聲音、搖擺身體的模樣等等，通通刻劃在心中。也希望有一天，我們能夠說，某首歌曲寫的就是台灣的景色。Mr.Children 櫻井和壽。 |

11月24日，台灣場在12點開始售票後2分鐘內隨即完售。
11月25日，日本官網發佈台灣場追加公演，日期為2019年2月1日。
12月24日，宣佈新的巡迴「Mr.Children Dome Tour 2019 "Against All GRAVITY"」，以五大巨蛋為場地，分別是：福岡巨蛋（2019年4月20日及21日）、札幌巨蛋（2019年5月2日）、大阪巨蛋（2019年5月11日及12日）、東京巨蛋（2019年5月19日及20日）、名古屋巨蛋（2019年5月25日及26日）。同時宣告將在2019年1月24日在大阪舉辦一日會員限定演唱會「FATHER&MOTHER Special Live 2019.1.24 Zepp Namba」。另外，「Mr.Children Tour 2018-19 重力と呼吸」發表新的週邊商品，追加了四款T恤及2019年2月1日追加公演的手環。T恤亦將台灣追加公演的場次印刷在T恤背面。

### 2019年
1月5日，台灣文學刊物《聯合文學》發行以Mr.Children為題的專號，其中收錄文藝界人士、粉絲們長期以來聆聽的感受，以及各自回憶。
1月11日，開始「Mr.Children Dome Tour 2019 "Against All GRAVITY"」巡迴的會員抽選，其中新增了一個抽選選項「哪一場都可以」（どの公演でもよい）。
1月25日，第19張專輯《重力與呼吸》同步在日本及台灣開放線上付費下載。
2月1日，官方Facebook正式開始，並且同時用日文、英文及繁體中文公告。（該專頁是延用原先的Tour Mr.Children專頁）
2月1日，正式於台北小巨蛋開唱，接連兩天共吸引2.2萬聽眾，許多日本歌迷更特地專程來台觀看。為了台北場演出，Mr.Children展現無比誠意，主唱櫻井和壽抵達台北後就努力練習中文，不時請教懂得中文的工作人員，熟記「謝謝大家」、「開心嗎」、「一起嗨吧」、「一起唱」、「我愛你們」等問候語，還特別更換日本場次巡迴曲目，將〈Tomorrow never knows〉、〈想擁抱你〉、〈innocent world〉、〈Sign〉以及〈無盡的旅程〉等5首金曲獻唱。兩天的演唱會除了呼籲場內絕對不可拍照、攝影，違規者將被強制退場外，還創下台灣首例希望購票進場歌迷不要攜帶任何發光物品如螢光棒、燈版入場。由Facebook上社團「We Love Mr.Children」則發起2月2日的手幅應援活動，在安可曲唱畢後舉出，現場共有8,740名歌迷參與。此舉令Mr.Children與工作人員相當感動，隔天在Father&Mother（Fan Club）及官方Facebook貼出手幅照片表達致謝之意。另外，據稱還有日、台、港的藝人與歌手紛紛前來「朝聖」，如嵐的櫻井翔、五月天的阿信及瑪莎夫婦、楊丞琳、炎亞綸、余文樂、何韻詩等。
4月8日，「Mr.Children Dome Tour 2019 "Against All GRAVITY"」巡迴宣布於6月1、2日在沖繩追加公演。
4月19日，宣布將於6月26日發行最新LIVE DVD & Blu-ray《Mr.Children Tour 2018-19 重力と呼吸》。
5月27日，公開最新LIVE DVD & Blu-ray《Mr.Children Tour 2018-19 重力と呼吸》的宣傳影片，分別有15秒、30秒及1分43秒3個版本，並公布將收錄首次海外在台北單獨公演的影像，長度約19分鐘。同時公告在台灣開設官方的網路商店，台灣歌迷可利用官方網路商店購買到最新的作品。
6月26日正式發行《Mr.Children Tour 2018-19 重力と呼吸》，首週共銷售8.5萬張，獲Oricon榜第一位。
11月19日，公布新曲〈Birthday〉將成為2020年3月6日哆啦A夢電影版之主題曲。
12月25日正式發行LIVE DVD & Blu-ray《Mr.Children Dome Tour 2019 "Against All GRAVITY"》，並且第19張專輯《重力與呼吸》提供給各大串流音樂網站。

### 2020年
1月9日，宣布新單曲〈Birthday/與妳相疊的獨白〉(Birthday/君と重ねたモノローグ)，同時也為電影《電影多啦A夢：大雄的新恐龍》(映画ドラえもん のび太の新恐竜) 的雙主題曲。
1月20日，宣佈4月20日及4月21日參加「Suchmos The Blow Your Mind TOUR 2020」在Zepp Tokyo的演出，但是於同年3月31日因COVID-19疫情在日本爆發而宣佈延期，時程未定。
3月4日，發行第38張單曲〈Birthday/與妳相疊的獨白〉(Birthday/君と重ねたモノローグ)，以實體CD發行。
3月23日，新曲〈The song of praise〉為日本電視台晨間情報節目「ZIP!」最新主題歌。
4月4日, 新曲〈others」搭配麒麟啤酒的「麒麟特製ストロング」新廣告歌曲，廣告於4月7日公開。
9月16日，第8支配信限定單曲〈turn over?〉發行。
11月19日，書籍《Mr.Children 道標の歌》發行。
12月2日，第20張專輯《SOUNDTRACKS》正式發行。
12月5日至20日，在名古屋的PARCO展場舉辦由薮田修身捕捉Mr.Children成員的寫真集，以名為《THERE WILL BE NO MIRACLES HERE》出版，隨後並在東京・大阪等地巡展。
12月24日，以「Memories Sessions」為名在YouTube上公開演唱〈Documentary film〉及〈memories〉兩曲，為限定時間到12月31日。
12月31日，參加第71回NHK紅白歌合戰，是久違12年的第二度出場，演唱曲為〈Documentary film〉。

### 2021年
9月18日至19日，參加由B'z主辦的搖滾企劃「B'z presents UNITE #01」，在大阪Hall正式演出10首曲目。這是團員歷經約約2年3個月的現場演出。
10月10日，「ap bank fes '21 online in KURKKU FIELDS」在千葉縣舉辦，以戶外音樂形式表演。

### 2022年
3月10日，正式設有Twitter以及Instagram官方賬號。同一天發行書籍《歌々の棲家 named Mr.Children》。
3月24日，第9支配信限定單曲〈永遠〉發賣。同一天，抖音 (TikTok) 也全曲解禁。
4月23日，開啟約3年之久的巡迴演唱會「Mr.Children 30th Anniversary Tour 半世紀へのエントランス」(Mr.Children 30週年紀念巡迴演唱會：邁向半世紀的入口)。
5月10日，臺灣聯經出版社代理《Mr.Children 道標の歌》中譯本，並擇於出道日發行。
5月10日至6月26日，「goen°」工作室負責人森本千繪預定舉辦藝術展覽「Dear Mr.Children展」。
5月11日，精選集《Mr.Children 2011-2015》、《Mr.Children 2015-2021 & NOW》預定發行販售。
12月30日，東寶配給映畫公司公開《Mr.Children「GIFT for you」》。

### 2023年
1月25日，發行DVD/Blu-ray《Mr.Children 30th Anniversary Tour 半世紀へのエントランス》。
7月15日-17日，參加露天音楽節「ap bank fes '23 〜社会と暮らしと音楽と〜」的演出。
9月16日，舉辦「Mr.Children tour 2023/24 miss you」的巡迴演唱會。
10月4日：發行第21張專輯《miss you》。

### 2024年
5月3日，發行第10張數位限定單曲〈記憶的旅人〉。
7月6日，舉辦「Mr.Children tour 2024 miss you arena tour」的巡迴演唱會。
8月30日，發行第11張數位限定單曲〈in the pocket〉。
10月2日，〈記憶的旅人〉入圍臺灣金馬獎「最佳原創電影歌曲」。

### 2025年
2月15-16日， 參加「ap bank fes '25 at TOKYO DOME 〜社会と暮らしと音楽と〜」的演出。

## 作品列表
| 單曲 CD单曲 有你的夏天 想擁抱你 Replay CROSS ROAD innocent world Tomorrow never knows everybody goes -向沒有秩序的現代Drop Kick- 【es】 ～Theme of es～ See-Saw Game ～勇敢的戀曲～ 無名的詩 花 -Mémento-Mori- 機關槍連續掃射 -Mr.Children Bootleg- Everything (It's you) 向西向東 無盡的旅程 向光映射的地方 I'LL BE 口笛 NOT FOUND 溫柔的歌 youthful days 喜歡你 Any 掌/Kurumi Sign 四次元 Four Dimensions 箒星 印記 Fake 啟程之歌 GIFT HANABI 祈禱 ～眼淚的痕跡/End of the day/pieces 腳步聲 ～Be Strong 光之畫室 himawari Birthday/與妳相疊的獨白 僅供網上下載單曲 花的香氣 (花の匂い) fanfare 數數歌 ( ) hypnosis REM 放逐 ( ) here comes my love turn over? 永遠 記憶的旅人 ( ) in the pocket 专辑 原創專輯 EVERYTHING Kind of Love Versus Atomic Heart 深海 BOLERO DISCOVERY Q IT'S A WONDERFUL WORLD 至福之音 I ♥ U HOME SUPERMARKET FANTASY SENSE [(an imitation) blood orange] REFLECTION 重力与呼吸 SOUNDTRACKS miss you 精選專輯 LAND IN ASIA （香港、台灣等部分亞洲地區限定） Mr.Children 1992-1995 （通称「肉」） Mr.Children 1996-2000 （通称「骨」） B-SIDE （B面曲精選） Mr.Children 2001-2005＜micro＞ Mr.Children 2005-2010＜macro＞ Mr.Children 1992-2002 Thanksgiving 25 Mr.Children 2003-2015 Thanksgiving 25 Mr.Children 2011-2015 Mr.Children 2015-2021 & NOW 現場專輯 1/42 |

#### 書籍
1995.04.25 【es】Mr.Children in 370 DAYS
2001.12.10  Mr.Children 詩集　優しい歌
2018.10.03  Mr.Children全曲詩集『Your Song』(通常版)
2018.10.03  Mr.Children全曲詩集『Your Song』(愛蔵版), 僅限 Mr.Children Fan Club會員訂購, 登記預購的截止時間為2018年10月10日

## 獎項與紀錄
| 年份 | 獎項 |
| ---- | --- |
| 1994 | - 第3回日劇學院賞 主題曲賞：《Tomorrow never knows》 - 第36回日本唱片大獎 - 日本唱片大獎：《innocent world》 - 最佳專輯獎：《Atomic Heart》 |
| 1995 | - 第9回日本金唱片大獎 - 五大最佳藝人 - 最佳單曲大獎：《Tomorrow never knows》 - 五大最佳單曲：《Tomorrow never knows》、《innocent world》 - 最佳專輯獎：《Atomic Heart》 - 第13回JASRAC獎 銀獎：《innocent world》 - 第37回日本唱片大獎 優秀作品賞：《See-Saw Game ～勇敢的戀曲～》                                   |
| 1996 | - 第10回日本金唱片大獎 五大最佳單曲：《See-Saw Game ～勇敢的戀曲～》 |
| 1997 | - 第11回日本金唱片大獎 - 五大最佳藝人 - 最佳單曲大獎：《無名的詩》 - 五大最佳單曲：《花 -Mémento-Mori-》、《無名的詩》 - 最佳專輯獎：《深海》 - 第15回JASRAC獎 銀獎：《無名的詩》 - IFPIHK金唱片獎項 - International Gold Disc：《LAND IN ASIA》 - International Platinum Disc：《BOLERO》、《LAND IN ASIA》、《深海》 |
| 1998 | - 第12回日本金唱片大獎 年度搖滾專輯：《BOLERO》 |
| 1999 | - 第13回日本金唱片大獎 年度最佳歌曲：《無盡的旅程》 |
| 2000 | - 第14回日本金唱片大獎 年度搖滾專輯：《DISCOVERY》 |
| 2001 | - 第15回日本金唱片大獎 年度搖滾專輯：《Q》 |
| 2002 | - 第16回日本金唱片大獎 年度搖滾專輯：《Mr.Children 1992-1995》、《Mr.Children 1996-2000》 - SPACE SHOWER Music Video Awards - BEST GROUP VIDEO：《youthful days》 - MTV日本音樂錄影帶大獎 年度最佳音樂錄影帶獎、最佳導演：《喜歡你》 - 第31回日劇學院賞 主題曲賞：《youthful days》                                    |
| 2003 | - 第17回日本金唱片大獎 年度最佳搖滾·流行專輯：《IT'S A WONDERFUL WORLD》 - SPACE SHOWER Music Video Awards - BEST ANIMATION VIDEO：《》 |
| 2004 | - 第18回日本金唱片大獎 年度最佳歌曲：《掌/Kurumi》 - SPACE SHOWER Music Video Awards - BEST VIDEO OF THE YEAR、BEST GROUP VIDEO：《Kurumi》 - 第41回日劇學院賞 主題曲賞：《Sign》 - 第46回日本唱片大獎 日本唱片大獎、金獎：《Sign》                                                                                    |
| 2005 | - 第19回日本金唱片大獎 - 年度最佳歌曲：《Sign》 - 年度最佳搖滾·流行專輯：《至福之音》 - 年度最佳音樂錄像帶：《至福之音》 |
| 2006 | - 第20回日本金唱片大獎 年度最佳搖滾·流行專輯：《I ♥ U 》、《四次元 Four Dimensions》 |
| 2007 | - 第21回日本金唱片大獎 十大最佳單曲：《印記》、《箒星》 - SPACE SHOWER Music Video Awards - BEST VIDEO OF THE YEAR、BEST GROUP VIDEO：《印記》 |
| 2008 | - 第22回日本金唱片大獎 - 十大最佳單曲：《啟程之歌》 - 十大最佳專輯：《HOME》 |

### Oricon公信榜紀錄
- 唱片總銷量：，約5497.9萬張（截至2011年8月，史上第二位）[1]
- 單曲首周最高銷量：約120.8萬張（《無名的詩》，史上第五位）
- 沒有商業搭配的單曲最高銷量：約181.2萬張（《See-Saw Game ～勇敢的戀曲～》，史上第一位）
- 銷量破百萬的單曲有12張，專輯有10張（史上第二位）
- 銷量破二百萬的單曲數目：2張（跟恰克與飛鳥並列史上第一位）
- 獲得周榜首位的單曲數目、連續獲得周榜首位的單曲數目：31張（截至2012年5月，連續紀錄史上第三位）[61]
- 單曲連續獲得周榜首位的年數：15年（史上第二位）
- 單曲於發售一段時間後再次獲得周榜首位的單曲數目：3張（並列史上第一位）
- 獲得年榜首位的單曲數目：2張（並列史上第一位）
- 獲得年榜頭10位的單曲數目：14張（包括《奇蹟的地球》，史上第二位）
- 單曲連續獲得年榜頭10位的年數：6年（史上第一位）
- 獲得男性藝人上半年榜首的專輯數目：3張（並列史上第一位）
- 連續獲得周榜首位的音樂DVD數目：10張（截至2012年5月，史上第一位）[61]
- 連續獲得音樂DVD周榜首位的年數：7年（史上第一位）
- Oricon公信榜史上首組藝人能於同一周獲得單曲、DVD和藍光光碟榜首。[61]

## 外部連結
- MR.CHILDREN（官方網站）
- TOY'S FACTORY（唱片公司的藝人官方網站）
- YouTube上的Mr.Children頻道